# Billy Cunningham
William John Cunningham, conhecido por Billy Cunningham (Brooklyn, 3 de junho de 1943), é um ex-jogador e técnico de basquete norte-americano. É um dos fundadores do Miami Heat.
Devido à sua habilidade demonstrada ganhou o nome de "Kangaroo Kid".
Está incluído no Basketball Hall of Fame.